# Montagne de Marbre
Montagne de Marbre är ett berg i Kanada.   Det ligger i provinsen Québec, i den sydöstra delen av landet, 400 km öster om huvudstaden Ottawa. Toppen på Montagne de Marbre är 905 meter över havet, eller 60 meter över den omgivande terrängen. Bredden vid basen är 0,89 km.
Terrängen runt Montagne de Marbre är huvudsakligen lite kuperad. Trakten runt Montagne de Marbre är nära nog obefolkad, med mindre än två invånare per kvadratkilometer..
I omgivningarna runt Montagne de Marbre växer i huvudsak blandskog.